# Friuli Isonzo Bianco
Il Friuli Isonzo bianco è un vino DOC la cui produzione è consentita nella provincia di Gorizia.

## Caratteristiche organolettiche
- colore: paglierino più o meno carico
- odore: fruttato.
- sapore: asciutto o amabile vivace, di corpo, armonico giustamente tannico e acido, tranquillo.

## Abbinamenti consigliati
Antipasti, piatti di pesce, crostacei, creme e minestre delicate. Servire a 10, 12 gradi C.

## Produzione
Provincia, stagione, volume in ettolitri
- Gorizia  (1990/91)  233,64
- Gorizia  (1991/92)  233,24
- Gorizia  (1992/93)  402,18
- Gorizia  (1993/94)  312,33
- Gorizia  (1994/95)  352,24
- Gorizia  (1995/96)  260,92
- Gorizia  (1996/97)  372,07